# Osiedle Dziesięciny I, Białystok
Dziesięciny I là một trong những quận của thành phố Białystok ở Ba Lan.